# Dick Tracy (jeu vidéo, Sega)
Pour les articles homonymes, voir Dick Tracy (homonymie).
Dick Tracy est un jeu vidéo d'action et de plates-formes sorti en 1990 sur Master System et Mega Drive. Le jeu est basé sur le film homonyme, lui-même tiré du personnage de comics du même nom.